# Турецько-український договір про дружбу і братерство

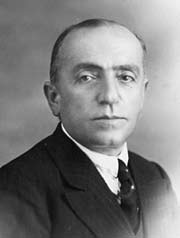
Юсуф Кемаль (Тенгіршенк), міністр закордонних справ уряду Анкари

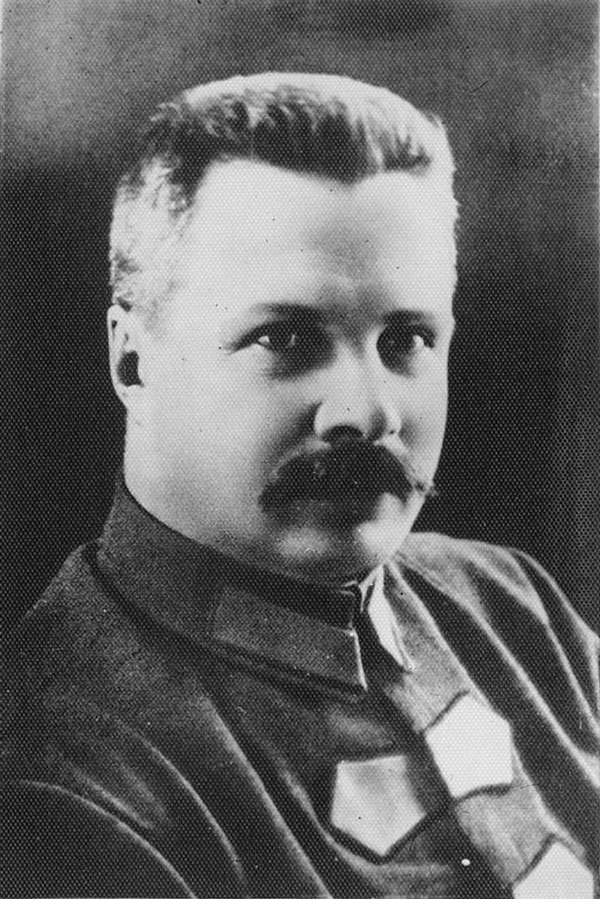
Михайло Фрунзе, член ЦК СРСР

Турецько-український договір про дружбу і братерство (тур. Türkiye-Ukrayna Dostluk ve Kardeşlik Antlaşması)— договір про дружбу між Україною та Туреччиною, УРСР та Туреччиною, який було укладено 1922 року.

## Історія
За царського періоду до початку Першої світової війни в Україні було створено Українсько-визвольний союз з вимогою посилення незалежності в Росії.
У 1914 у Стамбулі відкрито одну з філій, за допомогою якої Туреччина змогла відновити прямий зв'язок з Україною.
9 лютого 1918 під час Брестських Литовських переговорів, що розпочалися в 1917 р. разом з більшовицькою революцією, між Османською імперією та Україною був підписаний мирний договір. Цим договором було визнано незалежність України.
Після цього періоду двосторонні відносини покращилися.
12 лютого 1918 р., а пізніше 17 вересня 1921 р. були підписані договори про повернення солдатів та цивільних осіб, захоплених між двома державами у період війни. Після цього дипломатичні відносини покращилися, і делегації посольства Туреччини та України знайшли спільні мову. Комерційними договорами обидві сторони здобули комерційні права та зайнялися спільною комерційною діяльністю.
З іншого боку, Московський договір, який був підписаний 16 березня 1921 року між Російською Радянською Федеративною Соціалістичною Республікою та Великою Національною Асамблеєю (Туреччиною). З підписанням цього договору наступив період сприяння дружбі між народами.
13 жовтня 1921 року підписали договір про дружбу між Вірменською, Азербайджанською та Грузинською РСР з одного боку, й Туреччиною — з іншого; укладено за участі РРФСР, в місті Карс на конференції, скликаній 26 вересня на виконання Московської угоди між РРФСР і Туреччиною від 16 березня 1921 року. Цей договір проголошував взаємне дипломатичне визнання обох сторін, зазначав існуючу між ними солідарність у боротьбі проти імперіалізму та бажання встановити найкращі відносини.

## Реалізація договору
У той час Українська ДСК могла проводити незалежну політику у зовнішніх справах.
Українська РСР почала офіційні відносини з ЦК Української більшовицької партії та делегатами члена ЦК СРСР Михайлом Васильовичем Фрунзе, що здійснили візит до Туреччини 26 листопада 1921 року, делегацією у складі 40 осіб.
25 грудня делегація парламенту зустрілася з підписантами і вони розпочали конференцію між Україною та Туреччиною. У підсумку цієї конференції між Туреччиною та Україною було підписано Договір про дружбу і братство.
Від імені уряду Анкари підписантом виступив міністр закордонних справ Юсуф Кемаль (Тенгіршенк), від імені Української ДСК — Михайло Фрунзе, член ЦК СРСР, який очолював Надзвичайну місію УСРР у Туреччині.

## Наслідки договору
Відносини, які були встановлені договором, зміцнилися підписанням торгової угоди у травні 1922 року.